# Bardenfleth (Berne)
Bardenfleth  ist ein Ortsteil von Berne im Landkreis Wesermarsch in Niedersachsen. Der Ortsteil liegt 5 km östlich vom Kernort Berne direkt an der Weser. Nördlich – am gegenüberliegenden Weserufer – liegt der Bremer Stadtteil Blumenthal.
Ab dem 19. Jahrhundert entstanden viele Werften in Bardenfleth. Dort befindet sich auch eine Niederlassung der Fr. Lürssen Werft GmbH & Co. KG, einer deutschen Schiffswerft, die ihren Hauptsitz im Bremer Stadtteil Vegesack hat. Lürssen übernahm 2002 die Schweers-Werft in Bardenfleth, die als Lürssen-Bardenfleth geführt wurde. Seit 2012 befindet sich die Werft im Besitz der Firma Fassmer.
Seit 2011 gibt es ein privat geführtes Oldtimermuseum in Bardenfleth.
Sehenswert:
- Hofanlage Deichstraße 214 vom 17. bis 19. Jahrhundert mit Fachwerkgebäuden und Niedersachsengiebeln